# 1084
1084 (MLXXXIV) fue un año bisiesto comenzado en lunes del calendario juliano.

## Acontecimientos
- 14 de agosto: El Cid, al mando del ejército de la Taifa de Zaragoza, vence a la coalición del rey Al-Mundir de Lérida y Sancho Ramírez de Aragón en la Batalla de Morella.
- Enrique IV proclama un antipapa, Clemente III, haciendo huir al papa Gregorio VII.